# BTS
BTS (hangul: 방탄소년단; hanja: 防彈少年團; rr: Bangtan Sonyeondan; MR: Pangt'an Sonyǒndan; lit. Escoteiros à prova de balas), também conhecido como Bangtan Boys, é um grupo masculino sul-coreano formado em 2010. O grupo consiste em sete integrantes: Jin, Suga, J-Hope, RM, Jimin, V e Jungkook, os quais co-escrevem e co-produzem grande parte do seu material. Originalmente um grupo de hip hop, eles expandiram seu estilo musical para incorporar uma ampla gama de gêneros, enquanto suas letras abordavam temas como saúde mental, os problemas da juventude escolar e a chegada da fase adulta, perdas, a jornada rumo ao amor-próprio, individualismo e as consequências da fama e do reconhecimento. Sua discografia e obras adjacentes também fazem referência à literatura, filosofia e psicologia, e incluem uma narrativa em universo alternativo.
O grupo estreou em 2013 sob a Big Hit Entertainment com o single-álbum 2 Cool 4 Skool. No ano seguinte, BTS lançou seus primeiros álbuns de estúdio em coreano e japonês, Dark & Wild e Wake Up respectivamente. O segundo álbum em coreano do grupo, Wings (2016), foi o seu primeiro a vender um milhão de cópias na Coreia do Sul. Ao longo de 2017, BTS já havia ingressado no mercado musical global e liderado a onda coreana aos Estados Unidos, tornando-se o primeiro grupo sul-coreano a receber um certificado de ouro da Recording Industry Association of America (RIAA) com a canção "Mic Drop", bem como o primeiro ato sul-coreano a liderar a Billboard 200, com seu álbum Love Yourself: Tear (2018). Em 2020, BTS tornou-se o grupo mais rápido desde The Beatles a conquistar o topo da tabela de álbuns estadunidense quatro vezes em menos de dois anos, com Love Yourself: Answer (2018) tornando-se o primeiro álbum coreano a receber o certificado de platina da RIAA; no mesmo ano, eles também configuraram-se como o primeiro ato sul-coreano a alcançar o topo dos gráficos Billboard Hot 100 e Billboard Global 200 com sua canção indicada ao Grammy Awards, "Dynamite". Seus lançamentos seguintes "Savage Love", "Life Goes On", "Butter", "Permission to Dance" e "My Universe" fizeram do grupo o ato mais rápido a liderar a tabela de singles dos Estados Unidos seis vezes desde The Beatles em 1966.
Com base em dados do Circle Chart de 2023, BTS é o ato musical mais bem sucedido da história da Coreia do Sul, com mais de 40 milhões de álbuns vendidos. Seu álbum Map of the Soul: 7 (2020) é o quarto álbum mais vendido de todos os tempos na Coreia do Sul, bem como o primeiro no país a ultrapassar as marcas de quatro e cinco milhões de cópias comercializadas. Eles são o primeiro ato asiático e não falante de inglês a esgotar concertos no Wembley Stadium e no Rose Bowl (Love Yourself World Tour, 2019) e foram nomeados o Artista Global do Ano de 2020 e 2021 pela International Federation of the Phonographic Industry (IFPI). As conquistas do grupo incluem múltiplas vitórias no American Music Awards, Billboard Music Awards, Golden Disc Awards e cinco indicações ao Grammy Awards. Além da música, eles discursaram em três sessões da Assembleia Geral das Nações Unidas e firmaram uma parceria com a UNICEF em 2017 para lançar a campanha antiviolência Love Myself. Apresentados na capa internacional da revista Time como "Líderes da Próxima Geração" e apelidados de "Príncipes do Pop", BTS também apareceu nas listas da revista Time das 25 Pessoas Mais Influentes da Internet (2017-2019) e das 100 Pessoas Mais Influentes do Mundo (2019), e em 2018 se tornaram os mais jovens a receber a Ordem do Mérito Cultural da Coreia do Sul por suas contribuições na divulgação da cultura e da língua coreanas.
Em 14 de junho de 2022, o grupo anunciou uma pausa programada nas atividades do grupo para permitir que os membros completassem seus 18 meses de serviço militar obrigatório na Coreia do Sul, com uma reunião planejada para 2025. Jin, o membro mais velho, alistou-se em 13 de dezembro de 2022; os outros seguiram em 2023. Todos os membros concluíram seus serviços até junho de 2025 e, em uma transmissão ao vivo, o grupo anunciou que novas músicas estão sendo planejadas para a primavera de 2026.

## Significado do nome
O nome do grupo, BTS, significa, em coreano, Bangtan Sonyeondan (coreano: 방탄소년단; Hanja: 防彈少年團), que significa literalmente "Escoteiros à prova de balas". De acordo com um dos membros, J-Hope, o nome 'Bangtan' que dizer "ser resistente a balas, então significa bloquear estereótipos, críticas e expectativas que visam adolescentes como balas, para preservar os valores e o ideal dos adolescentes de hoje". No Japão, eles são conhecidos como Bōdan Shōnendan (防弾少年団), cuja tradução é da mesma forma. Em julho de 2017, o BTS anunciou que seu nome também significaria "Beyond the Scene" (Além da cena), como parte de sua nova identidade de marca. Isso estendeu seu nome para significar "crescimento da juventude BTS que está indo além das realidades que estão enfrentando e indo em frente".

## História
Em 2010, a agência pequena e de orçamento comprometido Big Hit Music estava buscando jovens para participar de um grupo masculino de hip-hop.
O BTS começou sua formação em 2010 depois que o CEO da Big Hit Music, Bang Si-hyuk, se encontrou com o líder do grupo RM e ficou impressionado com seu rap. O BTS era originalmente um grupo de hip-hop semelhante ao 1TYM da YG Entertainment, mas entre a sua formação inicial e a sua estreia, Bang Si-hyuk decidiu que os jovens contemporâneos precisavam de "um herói que pudesse lhes dar um ombro para se apoiar, mesmo sem falar uma palavra". O grupo deveria estrear em 2011 e aparecer em várias faixas de artistas como 2AM e Lee Seung-gi antes de sua estreia ser adiada e o grupo ser reorganizado em um grupo de ídolo mais tradicional. A formação foi então finalizada com Jin, Suga, J-Hope, RM, Jimin, V e Jungkook em 2012. Seis meses antes da sua estreia, eles começaram a ganhar atenção por sua presença em vários sites de mídia social, bem como seus covers de música no YouTube e SoundCloud.

### 2013: 2 Cool 4 Skool e O!RUL82?

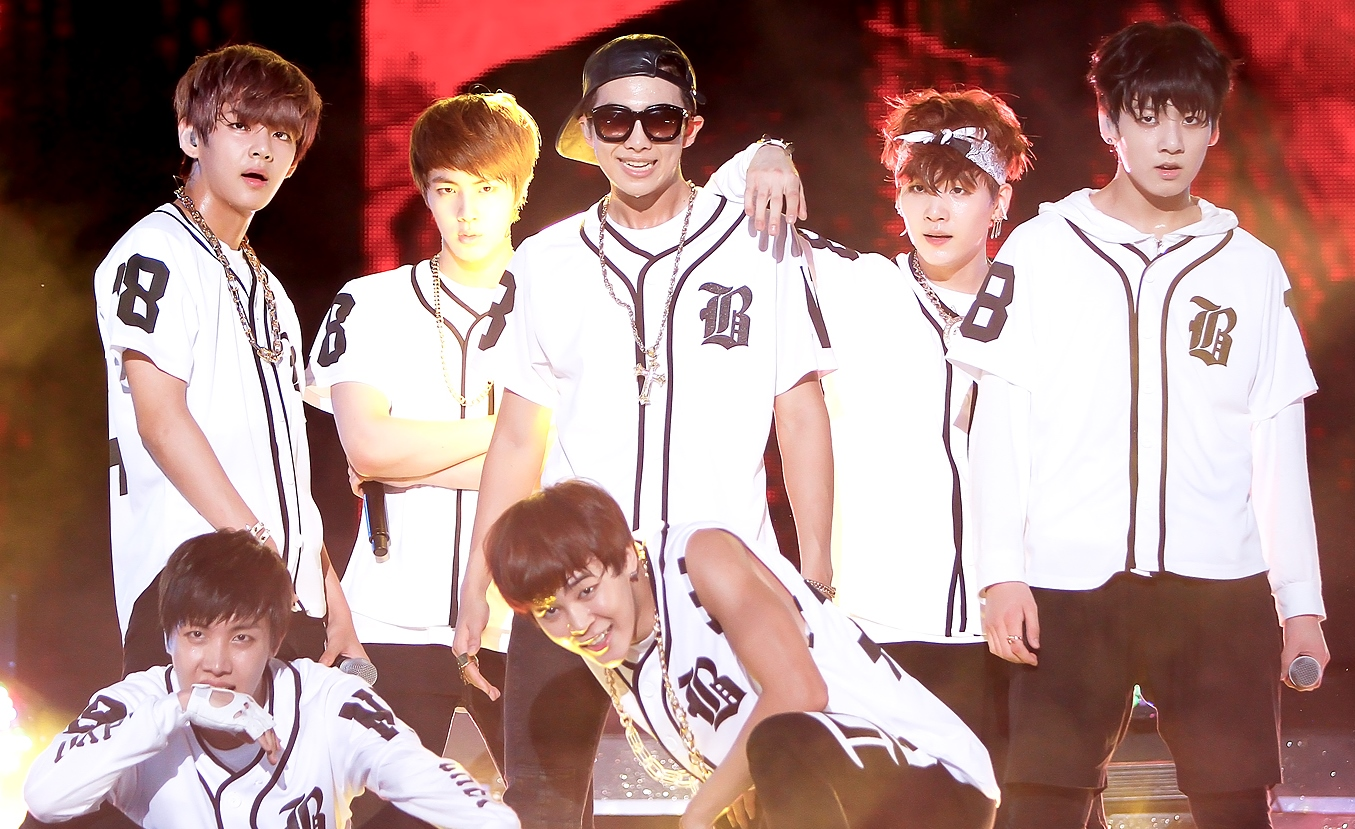
BTS se apresentando no Incheon Music Center em 2013.

O grupo debutou como Bangtan Boys oficialmente no dia 11 de junho de 2013 com o videoclipe de "No More Dream". Juntamente com o videoclipe, também foi lançando o single álbum 2 COOL 4 SKOOL. Em 16 de julho foi lançado o videoclipe para a música "We Are Bulletproof Pt.2". Em 11 de Setembro, lançaram seu primeiro mini-álbum O!RUL8,2?, promovendo-o com o single "N.O".
O grupo ganhou os prêmios de "Novo Artista do Ano" em três das premiações de maior destaque da indústria musical sul-coreana: Melon Music Awards, Golden Disc Awards e Seoul Music Awards.
Em 9 de dezembro de 2013, Suga foi diagnosticado com apendicite enquanto promovia com o grupo no Japão. Ele foi levado de volta para a Coreia para receber a cirurgia e ficou, portanto, incapaz de participar dos eventos com o grupo durante os dias 11 e 13 de dezembro.

### 2014: Skool Luv Affair, Wake Up e Dark & Wild
O segundo miniálbum, intitulado Skool Luv Affair, foi lançado em 12 de fevereiro e é composto por 10 faixas, incluindo os singles "Boy in Luv" e "Just One Day". O álbum Wake Up foi lançado oficialmente no Japão no dia 4 de junho, marcando o debut do grupo no país.
A Big Hit Music anunciou em 7 de março, que BTS irá lançar seu álbum single de estreia japonesa, composta das versões japonesas de suas canções atuais. O álbum, 2 Cool 4 Skool, foi lançado em 23 de abril; seu primeiro single foi uma versão japonesa de "No More Dream".
Em 14 de junho, BTS participaram da Bridge to Korea Festival na Rússia, um evento que teve como objetivo promover o turismo entre os dois países. Lá, eles se tornaram juízes de uma competição de dança cover de K-pop e mais tarde apresentou no palco na frente de 10.000 espectadores. O grupo também participou KCON em Los Angeles ao lado de Girls' Generation e outros artistas em 10 de agosto de 2014.
Em 19 de agosto, BTS lançou seu vídeo da música para seu retorno single, "Danger" do seu primeiro álbum, Dark & Wild que vendeu mais de 109,098 cópias. Eles fizeram um retorno com "War of Hormone (호르몬 전쟁)" rr: holeumon jeonjaeng, uma faixa de Dark & Wild. O seu vídeo da música foi lançado em 21 de outubro de 2014.
BTS continuou a promover no Japão, lançando seu primeiro álbum de estúdio japonês, Wake Up, em 24 de dezembro Este álbum não só incluiu versões japonesas de suas canções, mas também as suas primeiras faixas originais em japonês: "Wake Up" e "The Stars".
Durante o Mnet Asian Music Awards, a Big Hit Music foi nomeado para o "Melhor Performance de Dance" e "UnionPay Canção do Ano" prêmios. Além de cantar "Boy In Luv", eles também tiveram uma fase de colaboração com o Block B durante a premiação.
BTS, em seguida, realizou sua primeira turnê, 2014 BTS Live Trilogy – Episode II: The Red Bullet, ao longo de outubro, novembro e dezembro. Eles visitaram a Coreia, Filipinas, Singapura, Japão, Tailândia e Malásia.

### 2015: The Most Beautiful Moment in Life
O terceiro miniálbum, The Most Beautiful Moment In Life pt.1 foi lançado em 29 de Abril após vários teasers serem liberados na página oficial do grupo, incluindo vídeos e fotos dos membros. O miniálbum é composto de nove faixas, incluindo o single "I Need U" e rapidamente atingiu o primeiro lugar em diversos charts de música digital. Em 5 de maio, a música "I Need U" foi #1 no programa da SBS MTV, The Show; o primeiro "number one" do grupo. Dois dias depois, a canção também alcançou o primeiro lugar no programa M! Countdown. O grupo lançaria a segunda parte do miniálbum em outubro, mas o comeback acabou sendo adiado para novembro.
O miniálbum The Most Beautiful Moment In Life pt.2 é a continuação do álbum anterior, e foi lançada oficialmente em 30 de novembro, contendo nove faixas e incluindo o single "Run".
Em 4 de junho, BTS lançou seu quarto single japonês, "For You", para comemorar seu primeiro aniversário de sua estreia japonesa, com o seu vídeo da música lançado no mesmo dia. O single chegou ao topo no gráfico diário do Oricon, vendendo mais de 42,611 cópias no seu primeiro dia. BTS lançou seu videoclipe para o seu acompanhamento single, "Dope (쩔어)", do álbum The Most Beautiful Moment In Life pt.1, recebendo 1.000.000 visualizações em menos de 15 horas. "Dope (쩔어)" subiu para o seu pico no número 3 no Quadro Digital Mundial da Billboard apesar de ter sido lançado dois meses antes. A turnê do grupo mundial 2015 Live Trilogy Episode: The Red Bullet, continuou com paradas na Malásia, América Latina, Austrália, Estados Unidos, e terminou em Hong Kong em 29 de agosto.
BTS era uma parte da turnê 2015 Summer Sonic Festival, no Japão, a realização em 15 de agosto em Tóquio QVC Marinha Campo e no dia 16, em Osaka. Em 8 de setembro, foi anunciado que a BTS voltaria com o álbum The Most Beautiful Moment In Life pt.2 em 30 de novembro. Eles também realizaram uma turnê de três dias, The Most Beautiful Moment In Life: On Stage a partir de 27 de novembro a 29, onde apresentou a sua faixa-título, "Run".
Em 19 de outubro, foi anunciado que a BTS seria o novo embaixador da marca para marca esportiva Puma.
Em 2015 Mnet Asian Music Awards, que recebeu o prêmio de Melhor Performer Mundial em reconhecimento da sua base de fãs internacional. Durante o evento, eles realizaram a performance da música "Run", e tinha um palco com colaboração curta com Got7.
A banda lançou a versão japonesa do "I Need U" como seu quinto single japonês em 8 de dezembro.

### 2016: The Most Beautiful Moment in Life: Young Forever,YoutheWings
No dia 19 de abril foi lançado o videoclipe ''Epilogue: Young Forever'', no qual faria parte da última trilogia de The Most Beautiful Moment in Life, que no dia 2 de maio foi lançada como The Most Beautiful Moment in Life: Young Forever. O mini-álbum conta com remix de ''I Need U'', versões de Butterfly e Run, versão completa de ''Love Is Not Over'' e ''House Of Cards'' além de dois novos singles, ''Fire'' e ''Save Me''. O comeback foi realizado em Maio junto com as promoções, onde performaram os dois novos singles. O single ''Fire'' ganhou 3 prêmios consecutivos.
Em 15 de agosto, o membro Suga lançou seu primeiro mixtape sob o nome "Agust D", juntamente com um videoclipe de sua canção do mesmo nome. Alguns dias após o lançamento do primeiro MV (music video) do seu mixtape, lançou outro videoclipe chamado "Give it to me".
No dia 06 de setembro de 2016 foi lançado o álbum YOUTH, com músicas na versão japonesa do grupo, contendo 13 faixas e ainda fazendo referências à trilogia The Most Beautiful Moments in Life.
No dia 4 de setembro de 2016, a BigHit compartilhou o primeiro curta-metragem da série intitulada "WINGS" o qual foi confirmado ser um teaser sobre o conceito para o próximo álbum do grupo. Todos os curtas-metragens foram estrelados individualmente por cada membro do BTS. A narração de todos os vídeos foi feita por Rap Monster, usando trechos do livro Demian de Hermann Hesse, cujo livro houve grande procura e interesse pelo público, após ser descoberto a conexão entre o livro e os curtas misteriosos. Fãs de todo o globo se juntaram para divulgar e criarem teorias dos curtas, fazendo assim, todos os curtas disponibilizados se tornarem assuntos mais comentados no Twitter mundialmente por mais de uma hora em primeiro lugar nos trending topics. A equipe envolvida nos curtas-metragens foi creditadas devidamente em todos os vídeos, sendo eles, YongSeok Choi, diretor da empresa Lumpens Film Works, os diretores assistentes, Wonju Lee e Edie Ko (também da Lumpens), Nuri Jeong, Jihye Yoon. HyunWoo Nam e Moonyoung Lee, diretor de fotografia e diretor de arte respectivamente. Yoseop Park, encarregado de efeitos especiais. A história original foi creditada a Linn Choi. A empresa Lumpens e o diretor de fotografia, HyunWoo Nam, já tinham trabalhado anteriormente com o grupo em outros trabalhos durante a divulgação de 화양연화 (The Most Beautiful Moment In Life).
No dia 10 de outubro de 2016, o grupo lançou seu segundo álbum de estúdio, nomeado Wings, para download digital mundial e em formato físico no mercado interno, com a faixa-título "Blood Sweat & Tears" sendo o primeiro single do álbum. O álbum contou com faixas solos de cada integrante, e também duas faixas exclusivamente para a rapper line e outra para a vocal line, sendo elas respectivamente, BTS Cypher 4 e Lost. As pré-vendas para o álbum que começaram no dia 28 de setembro, atingiram mais de 500.000 cópias na primeira semana. Em sua estreia o álbum assumiu primeiro lugar no iTunes em diversos lugares do mundo. O videoclipe de Blood Sweat & Tears quebrou o recorde de videoclipe da categoria K-Pop mais visto em 24 horas, com mais de 6,3 milhões de acessos em um único dia, conquistou a marca inédita de 10 milhões de visualizações em 48 horas, e se tornou o primeiro videoclipe de K-pop a conquistar a marca de 30 milhões de visualizações em apenas 15 dias. WINGS recebeu grande destaque internacional, o que resultou em seu recorde na Billboard 200, ficando na vigésima sexta posição entre os 200 álbuns mais populares dos Estados Unidos chegando a se classificar em primeiro lugar após sua estreia, fazendo história na música coreana.

### 2017:You Never Walk AloneeLove Yourself:'承'Her

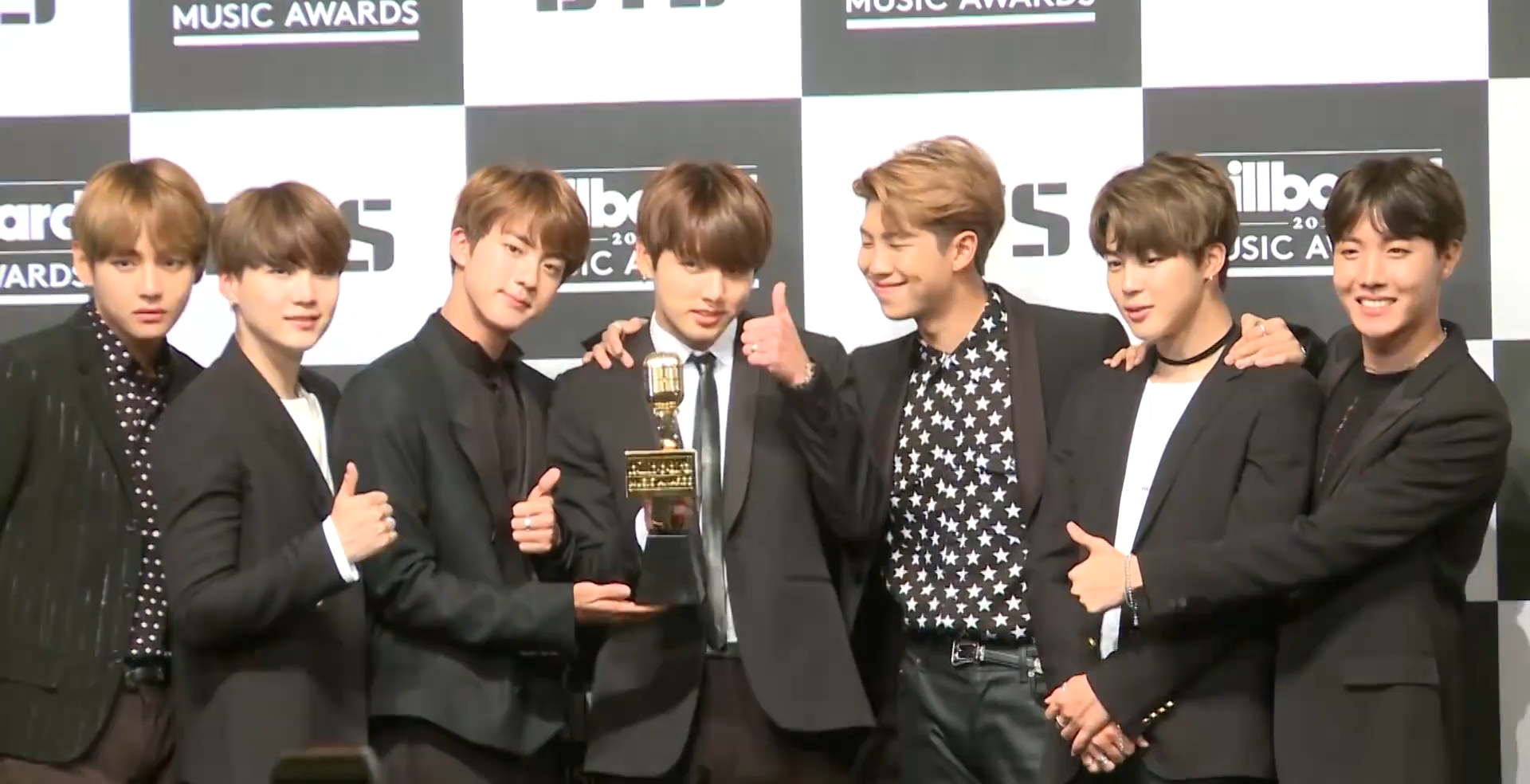
BTS em uma entrevista coletiva para o Billboard Music Awards em 2017.

Em 13 de fevereiro de 2017, BTS relançou seu segundo álbum de estúdio, Wings, intitulando-o You Never Walk Alone. As pré-encomendas para o álbum, que contém 4 novas faixas, chegaram a mais de 700.000 cópias. O single principal "Spring Day" conseguiu um all-kill em 8 das principais paradas de música on-line sul-coreanas, tendo deixado de funcionar o gráfico digital do Melon após a sua libertação inicial devido à sobrecarga de tráfego.  Além disso, a canção atingiu a 8º posição da parada do iTunes no Brasil, marcando a primeira vez que um grupo de K-pop que entrou no Top 10. "Spring Day" também cobriu o iTunes Song Chart em Brunei, Finlândia, Hong Kong, Indonésia, Lituânia, Malásia, Filipinas, Singapura, Taiwan, Tailândia e Vietnã, enquanto You Never Walk Alone superou o iTunes Album Chart na Armênia, Brunei, Finlândia, Indonésia, Cazaquistão, Letónia, Malásia, Filipinas, Singapura, Suécia, Taiwan, Tailândia e Vietnam. "Spring Day" também entrou na parada Billboard Bubbling Under Hot 100 Singles na posição 15. O videoclipe de "Not Today" bateu o recorde de música de k-pop que mais recebeu acessos no YouTube em 24 horas, acumulando 10 milhões de acessos durante este período. Da mesma forma, "Spring Day" tornou-se o mais rápido K-pop grupo vídeo musical para chegar a 20 milhões de visualizações, alcançando o feito em menos de 4 dias; "Not Today" superou isso ao atingir o número de pontos de vista em menos de 3 dias.
Em 21 de maio, BTS ganhou o Prêmio Social de Artista Superior no Billboard Music Awards, tornando-se o primeiro artista coreano a ganhar um BBMA.
O grupo lançou um cover do clássico de Seo Taiji and Boys "Come Back Home" (originalmente de Seo Taiji e Boys IV) para o projeto Time: Traveler de Seo Taiji.
O próximo lançamento Love Yourself: Her (18 de setembro de 2017) quebrou o record anterior do próprio grupo, alcançando o topo do iTunes em 73 países. O álbum também estreou no número 7 na parada da Billboard 200, posição mais alta para um artista asiático. O grupo também conseguiu estrear na Billboard Hot 100, a tabela musical mais importante dos EUA, com a faixa-título "DNA" na posição 85º, subindo, posteriormente, para a 67º. O grupo apresentou em 19 de novembro a canção no American Music Awards, fazendo sua primeira performance na TV ao vivo nos Estados Unidos. Outra faixa do álbum, "Mic Drop", foi remixada pelo DJ Steve Aoki em parceria com Desiigner, alcançando a posição 28 na Billboard Hot 100. O mini-álbum também inclui a faixa "Best of Me", uma colaboração com Andrew Taggart de The Chainsmokers. Na Coreia, o álbum também alcançou grande sucesso comercial, vendendo mais de 1,2 milhão de cópias no Gaon Album Chart da Coreia do Sul, tornando-se o álbum mais vendido da história do Chart, quebrando um recorde de 16 anos. Tais feitos renderam ao BTS prêmios importantes como o Álbum do ano no Gaon, pelo segundo ano consecutivo, Disk Daesang no Golden Disc Awards, Artista do Ano no Mnet Asian Music Awards, entre outros. O grupo também se apresentou nos maiores programas de TV americanos, como The Ellen DeGeneres Show, The Late Late Show e Jimmy Kimmel Live!.

### 2018:Debut solo do J-Hope,Face Yourself,Love Yourself: '轉'Tear e Love Yourself 結 'Answer'
O ano de 2018 começou com conquistas notáveis para o grupo. Em 6 de fevereiro de 2018, o grupo recebeu o seu primeiro certificado de ouro pela Recording Industry Association of America (RIAA), com o remix de "Mic Drop" tornando-se o primeiro grupo de k-pop a realizar tal feito. Apenas três dias depois, o single "DNA" também recebeu um certificado de ouro nos EUA.
Em 28 de fevereiro, o BTS ganhou o prêmio de Artista do ano no Korean Music Awards (KMA), tido como o Grammy coreano. Ao ganhar o grande prêmio da noite, o BTS se torna o primeiro grupo de K-pop Idol a ganhar o daesang no Korean Music Awards. O comitê de jurados postou em seu site a seguinte nota:
"Ao selecionar BTS como músico do ano, penso novamente na definição de "Músico do Ano". Entrar em um famoso chart no exterior, se apresentar em uma famosa premiação no exterior ou vender milhões de álbuns são bastante secundários. Idol, K-pop, cenário mundial, essas palavras são muito rasas. Um grupo nascido da música popular coreana capturou os corações da juventude na Coreia e no mundo com músicas nas quais eles se usam como material, e o seu universo. Seu álbum foi ótimo, e seu movimento trará várias ondas a cena musical coreana por vários anos. 2017 e BTS, você não pode falar sobre um sem falar sobre o outro." - Yoonha Kim, membro do comitê de seleção da KMA.
No dia 01 de março de 2018 J-Hope lançou sua MIXTAPE chamada 'Hope World', tornando-se o 3º integrante do grupo a lançar um trabalho solo. Sua mixtape alcançou o primeiro lugar na loja do iTunes em mais de 71 países (incluindo os Estados Unidos, Reino Unido e Brasil), e no topo do iTunes mundial. Com isso, J-Hope se tornou o artista solo masculino da Coreia do Sul com o maior número de primeiros lugares no iTunes.
No dia 03 de abril de 2018 foi lançado o álbum Face Yourself, com músicas na versão japonesa do grupo, contendo 12 faixas, tornando-se o álbum de um artista coreano mais vendido de 2018, obtendo disco de platina da Recording Industry Association of Japan em 10 de maio.
Em 18 de maio foi lançado o terceiro álbum completo intitulado Love Yourself: Tear, cujo single "Fake Love" se tornou a maior estreia na plataforma em 24 horas do ano de 2018, e o terceiro maior de um videoclipe na história do YouTube. Em 20 de maio, o grupo fez a sua primeira performance no palco do Billboard Music Awards, onde levou o prêmio Top Social Artista pelo segundo ano consecutivo. Love Yourself: Tear, quebrou os recordes anteriores do próprio grupo, alcançando a 1º posição na parada Billboard 200, se tornando o primeiro álbum em uma língua diferente do inglês a estar na primeira posição da parada em 12 anos. O álbum recebeu uma indicação ao Grammy 2019 na categoria Best Recording Package, marcando a primeira indicação do grupo. Na Coreia, o álbum recebeu o prêmio de melhor álbum do ano no MAMA 2018.
Em 14 de agosto, a faixa título 'Fake Love' conquistou para o grupo o terceiro certificado de ouro nos EUA.
Em 24 de agosto de 2018 foi lançado o álbum Love Yourself: Answer, último lançamento da trilogia "Love Yourself". O álbum contém faixas dos dois álbuns anteriores da trilogia, além de remixes e 7 faixas inéditas. A música "Idol" foi promovida como o seu primeiro single do álbum. Estreiou, assim como o seu antecessor, em 1º na parada Billboard 200. Em 9 de novembro, a RIAA declarou o álbum como o primeiro do grupo a receber certificado de ouro da RIAA, sendo o primeiro álbum coreano da história a receber tal honraria. O single IDOL também alcançou o certificado de ouro, a medida que alcançava a posição 11º da parada Billboard Hot 100 com a parceria da rapper americana Nicki Minaj, tornando-se a quarta canção do grupo a configurar na parada.

### 2019:Map of the Soul: Persona
Em fevereiro de 2019, a banda anunciou sua turnê mundial Love Yourself na forma de uma turnê contínua chamada Love Yourself: Speak Yourself. A turnê, que inclui dez shows em estádios, passou pelos Estados Unidos, América do Sul, Ásia e Europa.
Em 12 de abril, o BTS lançou um EP de sete faixas Map Of The Soul: Persona. No mesmo dia, também foi lançado um videoclipe para a faixa-título do álbum, "Boy With Luv", em colaboração com Halsey, que quebrou o recorde do Youtube como o vídeo com mais visualizações em 24 horas: mais de 78 milhões de visualizações por dia. Poucos dias depois, o BTS lançou um novo videoclipe para os fãs.
"Boy With Luv" antingiu o oitavo lugar no Top 100 da Billboard, além de que o próprio EP alcançou o primeiro lugar na Billboard 200. BTS apresentou a música pela primeira vez na televisão em 13 de abril no programa de entretenimento dos EUA, Saturday Night Live, sendo a primeira banda de K-pop a aparecer no programa. Além da música, a banda se apresentou junto com Halsey na gala do Billboard Music Awards em maio. Na gala, o BTS recebeu seu terceiro prêmio Top Social Artist, além do qual a banda fez história ao ser a primeira banda sul-coreana a receber o prêmio de Banda do Ano.
Em 2019, o BTS lançou várias colaborações com, entre outros, Charli XCX, Juicy Wrld, Lil Nas X e Zara Larsson. No mesmo ano, a empresa de jogos sul-coreana Netmarble lançou um jogo chamado BTS World, no qual o jogador atua como gerente do BTS, conduzindo a banda ao sucesso. No mesmo ano, a banda lançou seu segundo documentário de longa turnê, Bring The Soul: The Movie.
Em agosto de 2019, a Big Hit Music anunciou que o BTS permaneceria em sua primeira longa pausa desde sua estreia em 2013. O intervalo durou cerca de dois meses.

### 2020:Map of the Soul: 7eBe
Em janeiro de 2020, o single Black Swan antecipou o sétimo álbum de estúdio Map of the Soul: 7, e o grupo é o primeiro artista coreano a pisar no palco do Grammy, atuando na 62ª edição junto com Lil Nas X e outros artistas com Old Town Road. Map of the Soul: 7 é lançado em 21 de fevereiro, recebendo ampla aclamação da crítica e classificando-se em #1 nos cinco principais mercados musicais do mundo (Estados Unidos, Reino Unido, Japão, Alemanha e França), além de se tornar seu quarto recorde no topo da Billboard 200 em menos de dois anos. Na Coreia do Sul, vendeu mais de 4 milhões de cópias em nove dias, substituindo seu predecessor Map of the Soul: Persona como o álbum mais vendido do país. O primeiro single On que o acompanha estreia na quarta posição na Billboard Hot 100, o novo pico para um grupo coreano.
No dia 7 de junho eles participaram do evento YouTube Dear Class of 2020, dando um discurso para os formandos e se apresentando no encerramento da cerimônia. Depois de cancelar a turnê mundial devido à pandemia de COVID-19, o show Bang Bang Con The Live será transmitido ao vivo em 14 de junho, atingindo 750.000 espectadores pagantes com um lucro de 20 milhões de dólares, tornando-se o maior show online de todos os tempos. O quarto álbum japonês Map of the Soul: 7 – The Journey é lançado em 15 de julho, e vende mais de 500.000 cópias no Japão em dois dias, tornando-se o álbum mais vendido do ano até aquele ponto.
O BTS está trabalhando em um novo álbum que será lançado no quarto trimestre do ano, precedido por seu primeiro single em inglês, Dynamite, no dia 21 de agosto.
O quinto álbum de estúdio do grupo, Be, foi lançado em 20 de novembro, com a faixa Life Goes On sendo o single principal do disco. O álbum alcançou a primeira posição da Billboard 200, se tornando o segundo álbum do grupo a liberar a parada no ano. O single Life Goes On estreou no topo da Billboard Hot 100, marcando a primeira vez que uma música majoritariamente em coreano estreia no topo da parada.
Em 2020, se tornou o primeiro grupo sul-coreano a ser nomeado ao Grammy Awards, na categoria Best Duo/Group Performance com a música Dynamite.

### 2021-presente:

#### Butter,Permission to DanceeProof
Em 4 de março de 2021, a IFPI nomeou o BTS como artista global do ano de 2020, o primeiro ato asiático e não-inglês a chegar ao topo do ranking. O BTS ocupou três posições na Parada Global de Vendas de Álbuns de 2020 com Map of the Soul: 7 chegando ao número um, Be (Deluxe Edition) no número dois e Map of the Soul: 7 – The Journey no número oito. Na parada Álbum Global All Format Chart, Map of the Soul: 7 conquistou a primeira posição e Be (Deluxe Edition) conquistou a quarta posição. Em 14 de março de 2021, o BTS apresentou "Dynamite" na 63ª cerimônia do Grammy Awards, tornando-se o primeiro artista coreano a se apresentar, embora não tenham ganhado o prêmio. Em 1º de abril, o BTS lançou "Film Out", o primeiro single de seu próximo álbum de coletânea japonesa. O BTS realizou um evento de streaming online de dois dias em seu canal no YouTube no dia 17 de abril, intitulado Bang Bang Con 21, e exibiu três de seus shows presenciais realizados anteriormente.
O BTS lançou seu segundo single em inglês, "Butter", em 21 de maio. A canção estreou em primeiro lugar na Billboard Hot 100 - seu quarto número um em nove meses - tornando-os o ato mais rápido a alcançar quatro números um desde Justin Timberlake em 2006 e o grupo mais rápido desde o Jackson 5 em 1970. Seu próximo single em inglês, "Permission to Dance", foi lançado em 9 de julho. O grupo lançou o single "My Universe" com o Coldplay em 24 de setembro de 2021. O single estreou em primeiro lugar na Billboard Hot 100, tornando-se a primeira colaboração entre dois grupos a estrear no número um. Uma apresentação online, intitulado Permission to Dance on Stage, foi transmitida em 24 de outubro de 2021, em Seul. Em 23 de novembro, "Butter" ganhou uma indicação ao Grammy de Melhor Performance de Duo Pop/Grupo na 64ª Entrega Anual do Grammy. A partir de novembro até 2 de dezembro, o BTS realizou suas primeiras apresentações ao vivo diante de uma plateia presencial desde antes da pandemia. A banda fez quatro shows esgotados no SoFi Stadium em Los Angeles como uma continuação de sua série de concertos do Permission to Dance on Stage.
O BTS lançou seu álbum de antologia, Proof, em 10 de junho de 2022. Em junho, durante as comemorações do nono aniversário, o grupo anunciou a suspensão temporária das atividades em grupo para focar em projetos solo e outros empreendimentos. A Hybe Corporation, que é dona majoritária da Big Hit Music, esclareceu em declarações subsequentes que o BTS não estava se dissolvendo nem entrando em hiato, mas estaria ativamente promovendo suas carreiras individuais com o total apoio da gravadora enquanto ainda participava de atividades futuras em grupo, incluindo as filmagens do programa Run BTS. O incidente fez com que as ações da Hybe Corporation caíssem rapidamente, resultando em uma queda no valor de mercado de US$ 1,7 bilhão. Em 24 de agosto, a revista Billboard informou que o BTS se apresentaria em Busan como um grupo em 15 de outubro em um concerto beneficente em apoio aos esforços da cidade para ter uma Exposição Mundial em 2030, com o grupo promovendo o single Yet to Come.

#### Serviço militar e hiato programado
Em outubro de 2022, por meio de comunicado oficial, a Big Hit Music informou que os sete integrantes foram alistados obrigatoriamente para o serviço militar na Coreia do Sul. A empresa confirmou que Jin, o membro mais velho do grupo aos 29 anos, havia retirado seu pedido de adiamento de alistamento e será introduzido até o final do mês, depois de concluir suas promoções musicais solo para sua nova música "The Astronaut". No Coreia do Sul, todos os jovens do sexo masculino devem cumprir entre 18 e 21 meses de serviço militar. A lei ainda prevê que caso algum receba uma gratificação ou uma medalha do Governo possam adiar o alistamento até os 30 anos de idade.

## Características artísticas
A revista Rolling Stone escreveu: "Na moderna Coreia do Sul, pop stars e política não costumam se misturar. Enquanto alguns atos de hip-hop abordam temas controversos, muitos grupos idolatram uma fórmula apolítica e com um histórico comprovado de sucesso. O BTS tornou-se uma história de sucesso recorde em parte por causa de sua disposição de resistir a essa convenção. Os sete jovens que compõem o grupo têm falado o que pensam desde a sua estreia, discutindo abertamente os direitos LGBTQ, a saúde mental e a pressão para o sucesso - todos assuntos tabu na Coreia do Sul. Sua postura é particularmente ousada, dada a história do governo coreano de manter um olho em temas controversos na música pop. Ao transpor a linha entre manter uma imagem respeitável e escrever letras críticas, a BTS ofereceu uma mudança refrescante do que alguns críticos e fãs não gostam sobre a máquina K-Pop".
O estilo musical e a imagem do grupo vão desde uma imagem difícil, "bad boy", até uma imagem mais jovem, influenciada principalmente pelo hip-hop e R&B. Corynn Smith da MTV afirmou que o BTS incorporou batidas de hip-hop e elementos inspirados em rock para seus singles "Danger" e "Boy in Luv". O BTS foi rotulado "Consciência Social do K-pop" por Jeff Benjamin da Fuse, que escreveu que o grupo encontrou "uma maneira de falar honestamente sobre tópicos que consideram importantes, mesmo em uma sociedade conservadora." Através de seus muitos lançamentos, BTS abordou em algumas de suas letras temas como bullying, a busca da felicidade, e a rejeição aos ideais impostos pela sociedade. Após alcançar sucesso internacional com o seu segundo álbum de estúdio, Wings, Grace Jeong, editor-chefe da Soompi, explica a sua ascensão: "o grupo combina a arte individual, que é o que o público americano espera em sua música." Em um artigo da Billboard, Jeff Benjamin descreve ainda os sons e letras distintos do grupo, afirmando: "De fato, o Major Lazer conduzir o single "Blood Sweat & Tears". O grupo canta sobre a saúde mental, leva escavações na cena do "ídolo" coreano-pop e entrega um hino feminino, assunto incomum na cultura conservadora da Coreia do Sul, onde a maioria dos atos se atém a temas seguros como festas e separações."
A revista Billboard reconheceu o grupo como um dos principais produtores de música competitiva do K-pop de hoje: "co-escrevendo e produzindo em quase todas as faixas, os fenômenos do K-pop demonstraram como eles podem competir com os melhores astros do pop." Todos os membros do grupo participam na composição e produção das músicas do grupo. O Daily Dot descreve que o mesmo está "estabelecendo um padrão para as bandas que virão depois deles. Suas almas estão em suas performances porque eles ajudaram a criá-las - um investimento que faz toda a diferença entre memorizar rotinas de dança e abraçá-las com paixão."

## Filantropia
Para a BTS e seus fãs, os atos de generosidade geralmente trazem uma mensagem política. Depois que o Sewol Ferry afundou na costa da Coreia do Sul em abril de 2014, matando quase 300 estudantes adolescentes, os políticos da Coreia tentaram se distanciar da tragédia. Pais de luto participaram de greves de fome, enquanto partidários conservadores da então presidente Park Geun-hye minimizaram as mortes, dizendo que era hora de colocar a calamidade para trás. Relatórios posteriormente expuseram uma lista negra de celebridades sancionada pelo governo que parecia criticar o regime de Park; enquanto a Big Hit Music provavelmente não tinha conhecimento disso, eles demonstraram qual lado eles apoiavam doando US$ 100.000 para beneficiar famílias das vítimas, por meio da Truth and A Safer Society. No entanto esse fato só foi sabido pela mídia em janeiro de 2017, quando, questionada a empresa do grupo, Big Hit, afirmou que "eles não revelaram as doações porque acreditam que deve ser feito em privado."
Em 2015, eles doaram 7 toneladas (7.187 kg) de arroz para caridade na cerimônia de abertura da K-Star Road, realizada em Apgujeong-dong, distrito de Gangnam, Seul. Um ano depois, eles participaram da campanha de caridade da ALLETS "Let's Share the Heart”.
Em 31 de outubro de 2017, em parceria com a UNICEF, o Fundo das Nações Unidas para a Infância, o grupo criou uma campanha contra a violência. A campanha anti-violência intitulada "Love Myself" tem o intuito de fazer do mundo um lugar mais seguro para que crianças e adolescentes possam viver felizes e saudáveis.
“O BTS não pode mudar o mundo todo, mas podemos fazê-lo um pouco melhor para quem nos ama”, “Começamos a fazer música porque queríamos fazer um mundo melhor… esse é o primeiro passo”, foram uma das frases ditas respectivamente, pelo líder RM e Suga, durante a coletiva de imprensa.
As doações para a campanha foram feitas pelos próximos dois anos, por meio de doações no valor de 500 milhões anuais (aproximadamente um milhão e quinhentos no Brasil) da Big Hit Music e dos sete membros do BTS, doações de 3 por cento das vendas de álbuns físicos da série “Love Yourself”, doações de 100% da receita das vendas dos produtos oficiais para a campanha “Love Yourself” e doações nas mesas instaladas pela UNICEF. Instigados pelos ídolos, os fãs do grupo se propuseram a ajudar e arrecadaram 1 milhão de dólares em apenas dois dias.
Há vários anos Suga disse aos seus fãs que, quando se tornasse rico, compraria carne bovina - um tratamento caro na Coreia de hoje, devido às altas taxas de importação. No seu 25.º aniversário (2018), ele cumpriu esta promessa. Mas em vez de escolher os fãs para se juntarem a ele para o jantar, ele doou 19.000 dólares em carne bovina para alimentar órfãos de 39 orfanatos em nome do A.R.M.Y (nome dado aos fãs do grupo). Foram 39 orfanatos pois 39 é a combinação do mês e dia de seu aniversário - 9 de março. Os seus fãs ficaram encantados e seguiram o exemplo, fazendo suas próprias doações de caridade. Foram detetadas doações em nome do grupo em todo o país.

## Integrantes
- Jin (hangul: 진), nascido Kim Seok-jin (hangul: 김석진) em Gwacheon, Coreia do Sul em 4 de dezembro de 1992 (32 anos).[142]
- Suga (hangul: 슈가), nascido Min Yoon-gi (hangul: 민윤기) em Buk-gu, Daegu, Coreia do Sul em 9 de março de 1993 (32 anos).[142]
- J-Hope (hangul: 제이홉), nascido Jung Ho-seok (hangul: 정호석) em GwangJu, Coreia do Sul em 18 de fevereiro de 1994 (31 anos).[142]
- RM (hangul: 알엠), nascido Kim Nam-joon (hangul: 김남준) em Ilsan, Goyang, Coreia do Sul em 12 de setembro de 1994 (30 anos).[142]
- Jimin (hangul: 지민), nascido Park Ji-min (hangul: 박지민) em Busan, Coreia do Sul em 13 de outubro de 1995 (29 anos).[142]
- V (hangul: 뷔), nascido Kim Tae-hyung (hangul: 김태형) em Daegu, Coreia do Sul em 30 de dezembro de 1995 (29 anos).[142]
- Jungkook (hangul: 정국), nascido Jeon Jung-kook (hangul: 전정국) em Busan, Coreia do Sul em 1 de setembro de 1997 (27 anos).[142]

## Discografia
| Álbuns de estúdio em língua coreana - Dark & Wild (2014) - Wings (2016) - Love Yourself: Tear (2018) - Map of the Soul: 7 (2020) - Be (2020) |  | Álbuns de estúdio em língua japonesa - Wake Up (2014) - Youth (2016) - Face Yourself (2018) - Map of the Soul: 7 – The Journey (2020) |

## Turnês
Turnês asiáticas
- 2014: 2014 BTS Live Trilogy-Episode II: The Red Bullet
- 2015: BTS Live Trilogy Episode I: BTS Begins
- 2015: The Most Beautiful Moment in Life On Stage
- 2016: The Most Beautiful Moment in Life On Stage: Epilogue

Turnês japonesas
- 2015: BTS's First Japan Tour-Wake Up: Open Your Eyes

Turnês mundiais
- 2015: 2015 BTS Live Trilogy Episode II: The Red Bullet
- 2017: 2017 BTS Live Trilogy Episode III: The Wings Tour
- 2018: BTS World Tour: Love Yourself
- 2019: BTS World Tour Love Youself: Speak Yourself
- 2021-2022: Permission to Dance on Stage